# Corea del Norte en los Juegos Olímpicos de Sídney 2000
Corea del Norte estuvo representada en los Juegos Olímpicos de Sídney 2000 por un total de 31 deportistas, 14 hombres y 17 mujeres, que compitieron en 10 deportes.

## Medallistas
El equipo olímpico norcoreano obtuvo las siguientes medallas:
| Nombre         | Deporte            | Competición |
| -------------- | ------------------ | ----------- |
| Oro            |                    |             |
| —              |                    |             |
| Plata          |                    |             |
| Ri Song-Hui    | Halterofilia       | 58 kg F     |
| Bronce         |                    |             |
| Kim Un-Chol    | Boxeo              | –48 kg M    |
| Kang Yong-Gyun | Lucha grecorromana | 54 kg M     |
| Kye Sun-Hui    | Judo               | –52 kg F    |